# Spisek Akwitanii
Spisek Akwitanii (lub Imperium Akwitanii, ang. The Aquitaine Progression) – powieść sensacyjna amerykańskiego pisarza Roberta Ludluma opublikowana w 1984 roku.

## Fabuła
Główny bohater książki, amerykański adwokat Joel Converse, weteran wojny w Wietnamie, przypadkiem wpada na trop międzynarodowego spisku prawicowych generałów pragnących stworzyć nowe imperium o nazwie Akwitania.

## Odbiór
Premiera powieści w Stanach Zjednoczonych miała miejsce 1 marca 1984 roku; pierwszy wydrukowany nakład wynosił 2,2 miliona egzemplarzy i książka natychmiast trafiła na listy bestsellerów, gdzie w kwietniu zajmowała pierwsze miejsce. W 1984 roku Spisek Akwitanii figurował na liście bestsellerów „New York Timesa” prawie przez dziewięć miesięcy; jego wydanie w twardej oprawie było w Stanach Zjednoczonych najlepiej sprzedającą się książką roku.

## Polskie wydania książki
Pierwsze polskie wydanie książki ukazało się w 1994 roku nakładem wydawnictwa Iskry w tłumaczeniu Tomasza Wyżyńskiego. W 1994 roku przekład wznowiło wydawnictwo Świat Książki, a w 1996 roku wydawnictwo Amber. W 2013 roku kolejne wznowienie przekładu zostało opublikowane przez wydawnictwo Albatros pod zmienionym tytułem Imperium Akwitanii.